# Otto Stinnes
Otto Hugo Stinnes (* 7. April 1903 in Mülheim an der Ruhr; † 6. Mai 1983 in Hamburg) war ein deutscher Unternehmer und der drittälteste Sohn von Hugo Stinnes.

## Unternehmerische Laufbahn

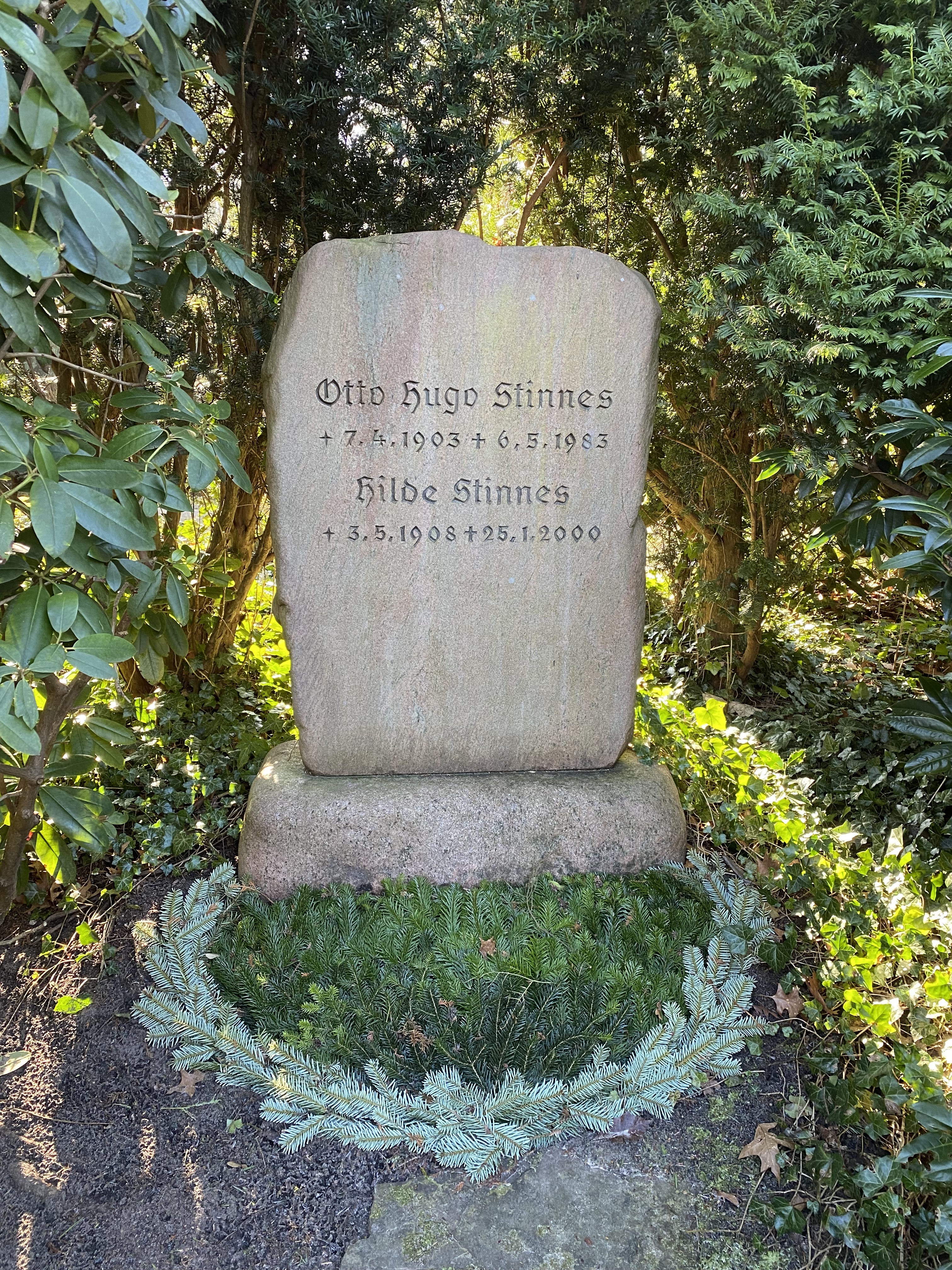
Grabstätte auf dem Nienstedtener Friedhof

Von 1921 bis 1924 studierte Stinnes Chemie an der Ludwig-Maximilians-Universität München und der Technischen Hochschule Berlin. Nach dem Abschluss seines Studiums wurde er 1924 Prokurist in der von seinem Vater gegründeten Hugo Stinnes GmbH. Nachdem er von einer zweijährigen Auslandstätigkeit in Singapur zurückgekehrt war, wurde er 1928 neben seiner Mutter Cläre Stinnes und seinem Bruder Hugo Hermann Stinnes Mitinhaber des Unternehmens.
Nach dem Tod des Vaters Hugo Stinnes 1924 begegneten die Söhne den auftretenden finanziellen Schwierigkeiten, indem sie die gesamten industriellen Beteiligungen in eine US-amerikanische Holding einbrachten, die Hugo Stinnes Corporation.
1948 wurde der in der Hugo Stinnes Corporation enthaltene Unternehmensbesitz als feindliches Vermögen von den Alliierten beschlagnahmt. Der Familie Stinnes blieb lediglich das bescheidene Stammhaus des Unternehmens aus dem Jahr 1893, das aber den geringsten Teil des eigentlichen Stinnes-Konzers darstellte. Mit diesem Stammunternehmen und dem angesehenen Familiennamen bauten die Gebrüder gemeinsam ein neues Handelsunternehmen auf, das zunächst ganz traditionell in Kohle und Schifffahrt investierte.
Nach Streitigkeiten über den Expansionskurs des Unternehmens kam es 1956 zum Bruch zwischen Otto Stinnes und seiner Mutter Cläre Stinnes auf der einen Seite und Hugo Hermann Stinnes auf der anderen Seite. Dies führte zum Ausscheiden von Hugo aus dem Unternehmen. Otto Stinnes übernahm die Geschäftsleitung, die Mutter blieb bis zu ihrem Tod 1973 Mitinhaberin.
1963 durchlitt das Unternehmen die nächste Krise, als Liquiditätsschwierigkeiten von Hugo Hermann Stinnes auch das Unternehmen von Otto und Cläre Stinnes bedrohten. Dieses war nur durch einen Vergleich und den Verkauf von Unternehmen und Beteiligungen zu retten.
Im Alter von 62 Jahren wagte Otto Stinnes noch einen Neuanfang. Mit Beteiligungen an Schiffslinien, Handelshäusern und Entsorgungsbetrieben formte er in den folgenden Jahren ein Unternehmen, dessen Leitung er 1982 seinem Großneffen Mathias Stinnes übertrug. Ein Jahr später starb Otto Stinnes am 6. Mai 1983 in Hamburg, beigesetzt wurde er auf dem Nienstedtener Friedhof.

## Familie
Otto Stinnes war seit 1939 in erster Ehe mit Irene von Laffert (1920–1989) verheiratet. Aus dieser Verbindung ging der Sohn Peter (* 1940) hervor. Die Ehe wurde 1945 geschieden. In zweiter Ehe heiratet er vier Jahre später Hilde Bernau (1908–2000).